# スコットランド国立近代美術館
スコットランド国立近代美術館（スコットランドこくりつきんだいびじゅつかん、英: Scottish National Gallery of Modern Art）は、スコットランドの都市エディンバラにある美術館。同じくエディンバラにある国立美術館の分館で、主に20世紀以降の近代美術・現代美術の収集、展示を行なっている。
収集点数は6千点を超え、彫刻、インスタレーション、映像作品なども含まれている。
1960年、エディンバラ王立植物園の中心に位置するインバーレイス・ハウスを利用して近代美術館がオープンした。その後1984年に現在地へと移転し、インバーレイス・ハウスは王立植物園が管理する現代アートギャラリーとして利用されている。

## モダン・ワン
1984年、近代美術館は現在の場所へと移転した。移転先の建物は1825年にウィリアム・バーンが設計した新古典主義建築で、父親のいない孤児のために建てられたものである。
主に20世紀以降のヨーロッパにおける近代美術作品を収集しており、アンドレ・ドランやピエール・ボナール、そして近代イギリスにおけるキュビストの作品を展示している。特に貴重なものとして、アンリ・マティスやパブロ・ピカソ、そしてスコティッシュ・カラリスト（ フランシス・カデルや サミュエル・ペプローなど）の作品がある。
また国際的な戦後の美術作品、そしてスコットランドの近代美術コレクションが有名で、フランシス・ベーコン、デイヴィッド・ホックニー、アンディ・ウォーホルなどの作品を収蔵している。さらに現代に近づくとダグラス・ゴードン、アントニー・ゴームリーなどの作品もある。

## モダン・ツー
モダン・ワンと道路を挟んだ向かい側にモダン・ツーがある。この建物は元々トーマス・ハミルトンが孤児病院として設計し、1883年に建設されたものである。その後、1999年に近代美術館の第2ギャラリーとして転用された。
モダン・ツー（旧称ディーン・ギャラリー）は主に特別展の会場として利用されているが、一部で常設展示も行っている。常設展の中心的な存在が彫刻家エドゥアルド・パオロッツィのスタジオと、高さ7.3メートルの彫刻「バルカン」である。またシュルレアリスム作品のコレクションが有名で、サルバドール・ダリやルネ・マグリット、アルベルト・ジャコメッティらの作品を展示している。
また図書館とアーカイブも併設しており、図書館はダダイスムとシュルレアリスム、20世紀前半の美術、スコットランドの現代美術が強みである。またアーカイブには20世紀から21世紀の芸術家、コレクター、美術団体関連の資料120点以上が保管されている。

## 屋外展示
モダン・ワン、モダン・ツーの双方に庭があり、屋外展示が行われている。展示されているのはイアン・ハミルトン・フィンレイ、バーバラ・ヘップワース、ヘンリー・ムーア、リチャード・ロングの作品など。

## 収蔵品

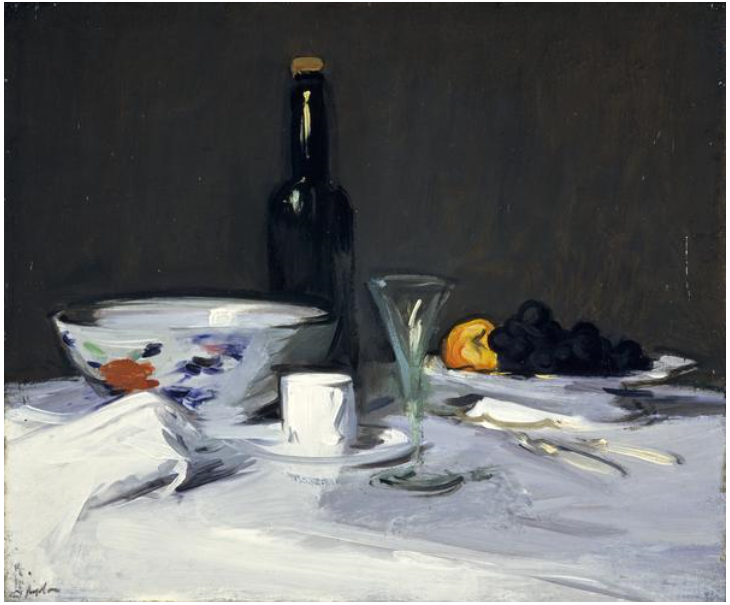
サミュエル・ペプロー 黒い瓶 (1905)
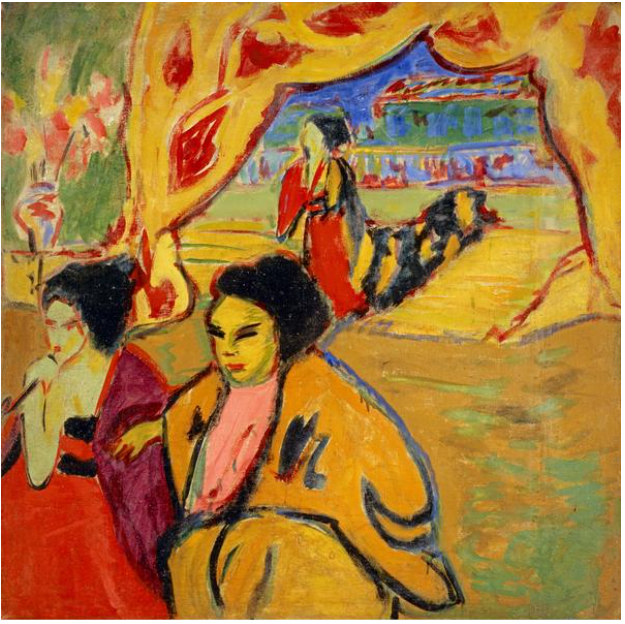
エルンスト・ルートヴィヒ・キルヒナー 日本の劇場 (1909)
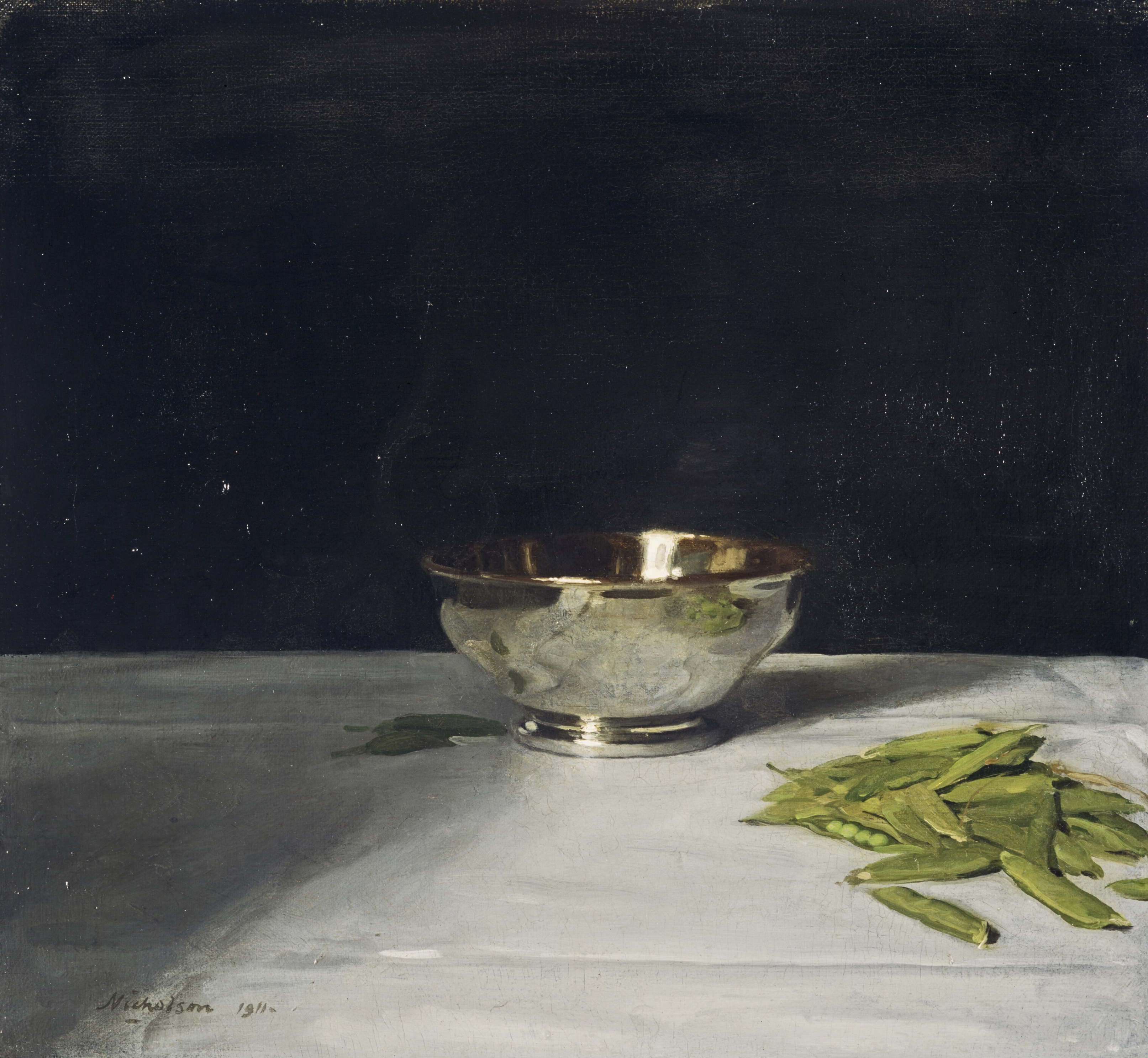
ウィリアム・ニコルソン グリンピースとぴかぴかのボウル (1911)
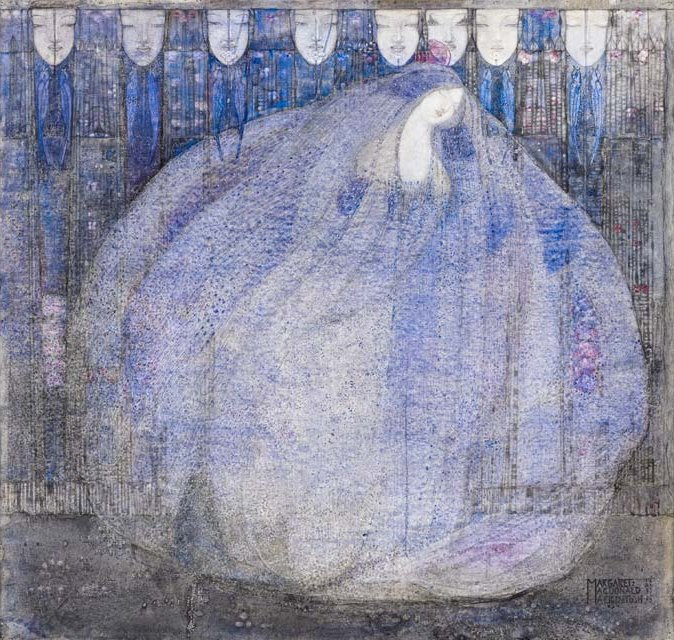
マーガレット・マクドナルド・マッキントッシュ 不思議な庭 (1911)
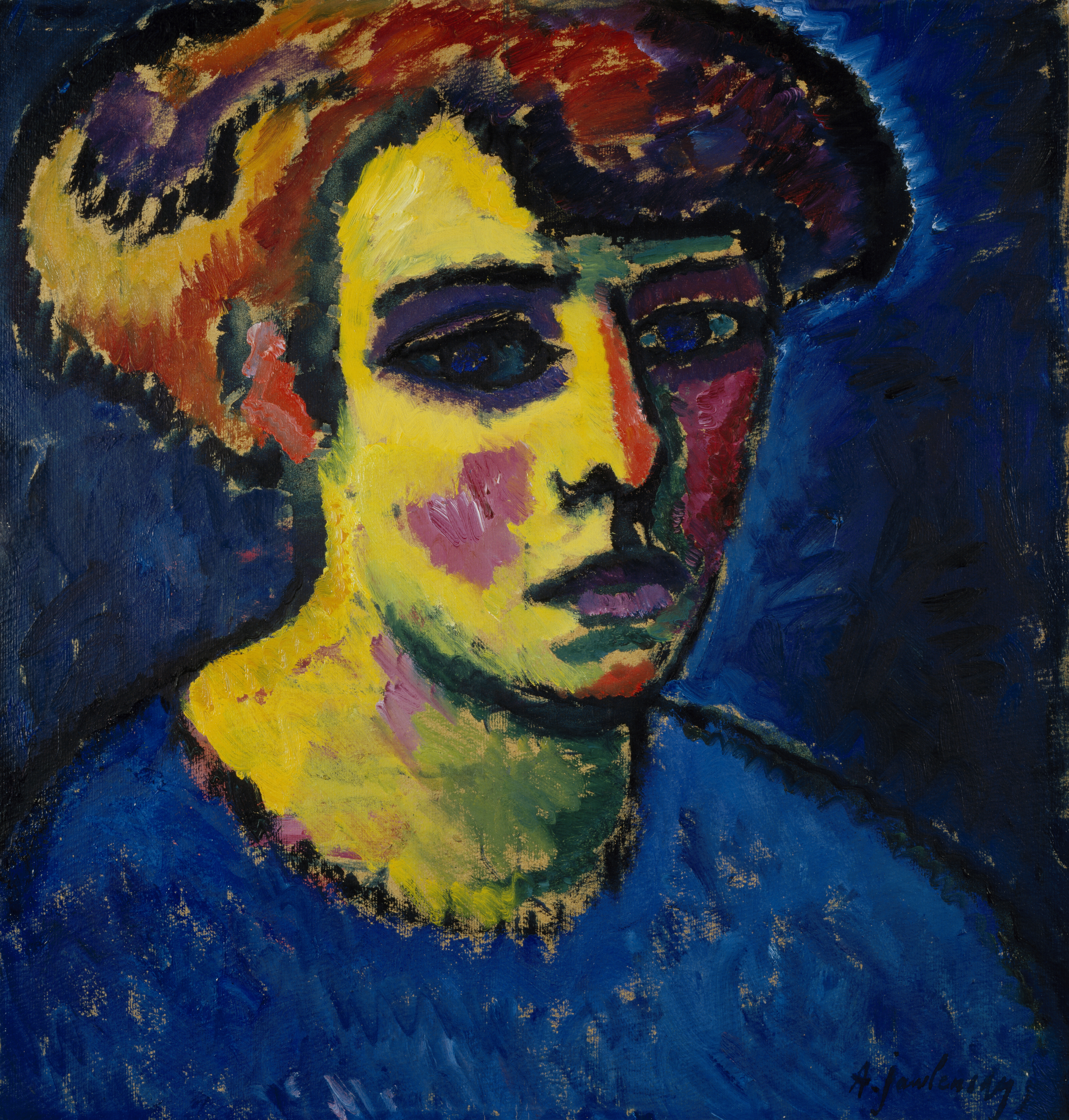
アレクセイ・フォン・ヤウレンスキー 女性像 (1911)
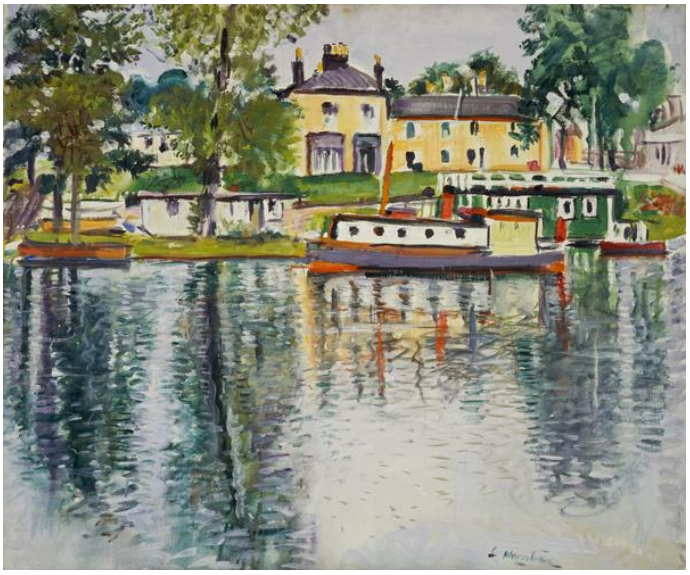
レスリー・ハンター Reflections, Balloch (1929/1930)